# گوکاسه، میازاکی
گوکاسه، میازاکی (به لاتین: Gokase, Miyazaki) یک منطقهٔ مسکونی در ژاپن است که در استان میازاکی واقع شده‌است. گوکاسه  ۴٬۹۶۵ نفر جمعیت دارد.